# 야프 A. 존네벨트
야콥 안톤 "야프" 존네벨트(Jacob Anton "Jaap" Zonneveld, 1924년 6월 2일 - 2016년 12월 22일)는 에츠허르 데이크스트라와 함께 최초의 Algol 60 컴파일러를 개발한 네덜란드의 프로그래머였다. 

## 교육
존네벨트는 제2차 세계 대전 중에 수학의 실용적인 응용에 흥미를 가지게 되었다. 그는 수류탄이 착지할 위치를 예측할 수 있도록 공부했다. (탄도학). 1948년에는 수학과 물리학 학사 학위를 취득했고, 1954년에는 수치 수학에서 박사 학위를 받았으며, 1964년에는 박사학위 논문인 "자동 수치 적분"으로 승격했다.

## 업무 환경
존네벨트는 1948년부터 암스테르담의 CWI(나중에 수학과 컴퓨터 과학 센터로 변경)에서 일했다. 과학 조교로서, 그는 계산 과제를 공식으로 변환하여 처음에는 사람들이 데스크 계산기로 수행하도록 책임을 지고 있었다.
1965년에 그는 Philips의 NatLab에서 소프트웨어 연구 그룹을 이끌었다.
그는 1984년에 은퇴했다.

## 알골 60
1960년 초에 그는 에츠허르 데이크스트라와 함께 Algol 60 프로그래밍 언어를 위한 컴파일러 개발을 시작했다. 두 사람은 주간과 야간에도 계속해서 일을 하면서 이를 진행했다. 재난 시에 정보가 유실되는 것을 방지하기 위해 두 사람은 따로따로 중복된 노트를 보관했다. 컴파일러를 개발하는 동안 두 사람 모두 수염을 기르기로 했다. 그들은 컴파일러 개발이 완료될 때까지 수염을 깎지 않겠다고 합의했다. 그러나 개발이 완료된 후에 대해 합의된 것은 없었다. 데이크스트라는 평생 수염을 기르고 있었지만, 존네벨트는 어느 시점 이후에 수염을 깎았다.

그 해 8월 24일에 컴파일러가 완성되어 세상에서 처음으로 Algol 60 컴파일러가 되었다. 이 컴파일러는 Electrologica사의 X1 컴퓨터용으로 개발되었다. 이 코드는 F.E.J. Kruseman Aretz의 책에 보존되어 있다.

## 개인의
존네벨트는 수학자 레이나 뮐더(Reina Mulder, 1931-2009)를 수학 센터에서 만났다. 그들은 결혼 후 세 명의 자녀를 두었다. 야콥 안톤 존네벨트는 2016년에 세상을 떠났다.
1. ↑  this page is developed based on the Dutch page Jaap A. Zonneveld and other sources.
2. ↑  Zonneveld, Jacob Anton "Jaap" (1964). 《Automatic Numerical Integration》. MC Tracts. Centrum Voor Wiskunde en Informatica. ISBN 978-90-6196-008-9. 2022년 8월 27일에 확인함.
3. ↑  The reason for the beards is explained in a letter Dijkstra wrote to Maarten van Emden in 2000
4. ↑  Aretz, F.E.J. Kruseman (2003). “The Dijkstra-Zonneveld ALGOL 60 compiler for the Electrologica X1”. CWI. 2022년 8월 27일에 확인함.